# Сфіштофка
Сфіштофка (рум. Sfiștofca) — село у повіті Тулча в Румунії. Входить до складу комуни К.А. Росетті.
Село розташоване на відстані 291 км на схід від Бухареста, 63 км на схід від Тулчі, 146 км на північний схід від Констанци, 123 км на схід від Галаца.

## Населення
За даними перепису населення 2002 року у селі проживала 141 особа.
Національний склад населення села:
| Національність   | Кількість осіб | Відсоток |
| ---------------- | -------------- | -------- |
| росіяни-липовани | 115            | 81,6%    |
| румуни           | 25             | 17,7%    |

Рідною мовою назвали:
| Мова      | Кількість осіб | Відсоток |
| --------- | -------------- | -------- |
| російська | 108            | 76,6%    |
| румунська | 32             | 22,7%    |